# Liste der Wissenschaftssenatoren von Berlin
Dieser Artikel enthält eine Liste der Wissenschaftssenatoren von Berlin seit Errichtung der ersten explizit für Wissenschaft zuständigen Senatsverwaltung 1963.
| Name                                                                                        | Amtsantritt                                                                    | Senat                                              | Partei                             |
| Senator für Wissenschaft und Kunst                                                          | Senator für Wissenschaft und Kunst                                             | Senator für Wissenschaft und Kunst                 | Senator für Wissenschaft und Kunst |
| ------------------------------------------------------------------------------------------- | ------------------------------------------------------------------------------ | -------------------------------------------------- | ---------------------------------- |
| Adolf Arndt                                                                                 | 16. April 1963                                                                 | Brandt III                                         | SPD                                |
| Werner Stein                                                                                | 9. April 1964 14. Dezember 1966 3. April 1967 16. Oktober 1967 2. Oktober 1971 | Brandt III Albertz I Albertz II Schütz I Schütz II | SPD                                |
| Gerd Löffler                                                                                | 25. April 1975                                                                 | Schütz III                                         | SPD                                |
| Senator für Wissenschaft und Forschung                                                      |                                                                                |                                                    |                                    |
| Peter Glotz                                                                                 | 3. Juli 1977 18. März 1979                                                     | Stobbe I Stobbe II                                 | SPD                                |
| Günter Gaus                                                                                 | 10. Mai 1981                                                                   | Vogel                                              | SPD                                |
| Senator für Kulturelle Angelegenheiten                                                      |                                                                                |                                                    |                                    |
| Wilhelm Kewenig                                                                             | 11. Juni 1981                                                                  | von Weizsäcker                                     | CDU                                |
| Senator für Wissenschaft und Forschung                                                      |                                                                                |                                                    |                                    |
| Wilhelm Kewenig                                                                             | 17. März 1983 8. März 1984 18. April 1985                                      | von Weizsäcker Diepgen I Diepgen II                | CDU                                |
| George Turner                                                                               | 17. April 1986                                                                 | Diepgen II                                         | parteilos                          |
| Barbara Riedmüller-Seel                                                                     | 16. März 1989                                                                  | Momper                                             | SPD                                |
| Manfred Erhardt                                                                             | 24. Januar 1991                                                                | Diepgen III                                        | CDU                                |
| Senator für Wissenschaft, Forschung und Kultur                                              |                                                                                |                                                    |                                    |
| Peter Radunski                                                                              | 25. Januar 1996                                                                | Diepgen IV                                         | CDU                                |
| Christa Thoben                                                                              | 9. Dezember 1999                                                               | Diepgen V                                          | CDU                                |
| Christoph Stölzl                                                                            | 13. April 2000                                                                 | Diepgen V                                          | parteilos/CDU                      |
| Adrienne Goehler                                                                            | 16. Juni 2001                                                                  | Wowereit I                                         | parteilos                          |
| Thomas Flierl                                                                               | 17. Januar 2002                                                                | Wowereit II                                        | PDS                                |
| Senator für Bildung, Wissenschaft und Forschung                                             |                                                                                |                                                    |                                    |
| Jürgen Zöllner                                                                              | 23. November 2006                                                              | Wowereit III                                       | SPD                                |
| Senator für Bildung, Jugend und Wissenschaft                                                |                                                                                |                                                    |                                    |
| Sandra Scheeres                                                                             | 30. November 2011 11. Dezember 2014                                            | Wowereit IV Müller I                               | SPD                                |
| Von 2016 bis 2021 war der Fachbereich „Wissenschaft“ ein Geschäftsbereich der Senatskanzlei |                                                                                |                                                    |                                    |
| Senator für Wissenschaft, Gesundheit, Pflege und Gleichstellung                             |                                                                                |                                                    |                                    |
| Ulrike Gote                                                                                 | 21. Dezember 2021                                                              | Giffey                                             | Grüne                              |
| Senator für Wissenschaft, Gesundheit und Pflege                                             |                                                                                |                                                    |                                    |
| Ina Czyborra                                                                                | 27. April 2023                                                                 | Wegner                                             | SPD                                |